# 范氏霍夫曼編碼
範式霍夫曼編碼（英語：Canonical Huffman Code）是一種特殊的霍夫曼編碼，最早由Schwartz（1964）所提出。
資料的編解碼運作方式中，以霍夫曼編碼來舉例，編解碼器的其中一方必須要知道霍夫曼樹的結構資訊，以便還原。所以其中一方必須儲存或傳輸霍夫曼樹。傳統的霍夫曼編碼使用樹狀模型編碼，給出現機率或頻率較高的符號（Symbol）較短的編碼，以提高壓縮率。但是這個方式造成兩個極大的缺點，第一，每一個樹的節點都要儲存有關它的父節點與子節點等等相關資訊，如果符號集合的數量包含許多不同機率的符號，記憶體的負荷量會明顯增大許多。第二，霍夫曼樹的追蹤需要耗費極大的運算量。所以基於以上兩個論點，傳統的霍夫曼編碼是一種極為消耗儲存空間且沒有效率的方式。
而範式霍夫曼編碼修正了這些缺點，藉由一些原則以達成利用較少的數據便能還原霍夫曼編碼的功能。範式霍夫曼編碼要求相同長度編碼必須是連續的，例如：長度為4的編碼0001，其他相同長度的編碼必須為0010、0011、0100...等等。為了盡可能降低儲存空間，編碼長度為{\displaystyle j}的第一個符號可以從編碼長度為{\displaystyle j-1}的最後一個符號所得知，即{\displaystyle c_{j}=2(c_{j-1}+1)}，例如：從長度為3的最後一個編碼100，可推知長度為4的第一個編碼為1010。最後，最小編碼長度的第一個編碼必須從0開始。範式霍夫曼編碼通過這些原則，便可以從每個編碼還原整個霍夫曼編碼樹。

## 演算法
假設我們有一組霍夫曼編碼與其相對應的符號：

```
F：000

O：001

R：100

G：101

E：01

T：11
```

首先我們先對符號進行排序，排序方式由
1. 編碼長度短至長排列和
2. 字母在英文單字中的次序
```
E：01

T：11

F：000

G：101

O：001

R：100
```

接著，照下列方式依序給予新的編碼：

1. 第一個符號的編碼方式是依照符號的編碼長度給予相同長度的'0'值
2. 對接下來的符號的編碼+1，保證接下來的編碼大小都大於之前
3. 如果編碼較長，位元左移一位並補0
```
E：01  →  00                 按照
1.
 

T：11  →  01                 依照
2.
 

F：000 → 100                 依照
2.
&
3.

G：101 → 101                 依照
2.

O：001 → 110                 依照
2.

R：100 → 111                 依照
2.
```

依照上述演算法將霍夫曼碼變成範式霍夫曼碼。
而解碼的方式可由：

1. 范式霍夫曼碼的順序（後面編碼大小必定大於前面）
2. 編碼長度為 {\displaystyle j} 的第一個符號可以從編碼長度為 {\displaystyle j-1} 的最後一個符號所得知，即 {\displaystyle c_{j}=2(c_{j-1}+1)}